# Loúla Anagnostáki
Loúla (Angelikí-Theanó) Anagnostáki, en grec moderne : Λούλα (Αγγελική-Θεανώ) Αναγνωστάκη (1931-2017), est une dramaturge grecque et l'une des plus grandes figures féminines de la littérature grecque. Elle aborde les sujets du féminisme et du socialisme.

## Biographie
Loúla Anagnostáki naît à Thessalonique en 1931. Elle est la sœur cadette du poète Manólis Anagnostákis (el). Elle étudie à la faculté de droit de l'université Aristote de Thessalonique et en Autriche. Elle épouse l'écrivain et professeur de psychiatrie Giórgos Chimoná (el) et elle est la mère de l'écrivain Thanási Chimoná. Elle meurt à Athènes le 8 octobre 2017.

## Œuvre
Loúla Anagnostáki a écrit douze pièces de théâtre dans lesquelles elle aborde les thèmes les plus importants de la période d'après-guerre en Grèce, tels que le traumatisme, la solitude, la culpabilité et la défaite.
Ses trois premières pièces en un acte sont jouées sur scène en 1965 et publiées sous forme de livre en 1974: il s'agit de La nuitée (Η διανυκτέρευση), La ville (Η πόλη) et La Parade (el) (Η παρέλαση). Elles ont été présentées pour la première fois en une seule fois au Théâtre des Arts (el) par Károlos Koun (el). Elle est suivie par la pièce en trois actes Η συναναστροφή, qui a été jouée au Théâtre national de Grèce en 1967. 